# Génioplastie
 (mai 2020).
Si vous disposez d'ouvrages ou d'articles de référence ou si vous connaissez des sites web de qualité traitant du thème abordé ici, merci de compléter l'article en donnant les références utiles à sa vérifiabilité et en les liant à la section « Notes et références ».
Ne doit pas être confondu avec Génitoplastie ou Génoplastie.

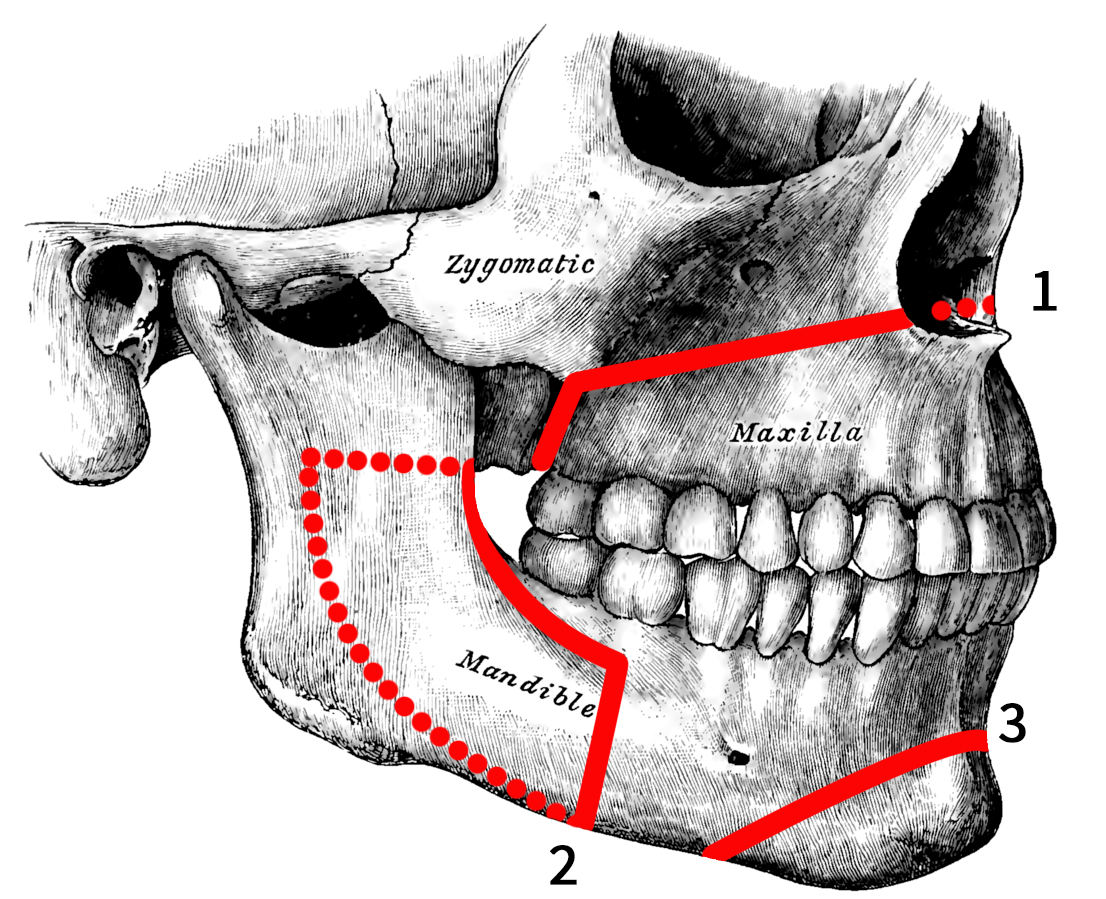
Chirurgie du menton

La génioplastie, également appelée mentoplastie, se rapporte à la chirurgie fonctionnelle ou esthétique du menton.

## Description
La zone du menton correspond à la partie médiane de la mandibule. C'est l'une des formes qui donne au visage, au même titre que le nez ou les pommettes, son expression et son caractère. La correction d'un menton disgracieux ou non adapté rétablit l'équilibre du profil, l'harmonie du visage.
Idéalement, de profil, une ligne verticale tirée depuis la partie la plus saillante du front doit tomber environ à l'aplomb du menton.
- Si le menton est situé en arrière de cette ligne, on dit qu'il est fuyant.
- Si le menton, au contraire, dépasse de cette limite, on dit qu'il est saillant.

Dans le cas du menton fuyant, il s'agit d'une chirurgie fonctionnelle effectuée par des chirurgiens maxillofaciaux.
L'opération permet:
- de stopper la crispation mentonnière gênante voire douloureuse selon les cas;
- rééquilibrer les muscles du visage afin d'éviter les mouvements de dentition et les déformations[1].

Le chirurgien peut soit insérer un implant du menton, soit pratiquer une ostéotomie sur le menton afin de faire glisser l'os vers l'avant.
D'un point de vue esthétique, l'opération évite l'apparition du double menton, presque inévitable dans le cas des mentons fuyants.
Pour les mentons saillants, il s'agit d'une chirurgie esthétique qui consiste à raboter l'os du menton.
Cependant les chirurgiens plastiques et esthétiques pratiquent de plus en plus les deux opérations.
Dans le cas où une opération du menton serait plus efficace accompagnée d'une rhinoplastie, l'on prodigue une profiloplastie, combinant les deux en harmonie.

## Précautions
Il est favorable d'effectuer l'ostéotomie du menton à l'adolescence pour une meilleure consolidation osseuse. Cependant, l'opération peut s'effectuer à l'âge adulte.
En France, en tant qu'opération fonctionnelle, elle est remboursée par la Sécurité sociale et la mutuelle. Dans le cas de chirurgie esthétique, aucun remboursement n'est possible.